# Nederlandse Associatie voor Podiumkunsten
De Nederlandse Associatie voor Podiumkunsten (NAPK) is een instelling die de belangen behartigt voor orkesten en dans- en theatergezelschappen. Bij de NAPK zijn meer dan honderd instellingen, gezelschappen of producenten aangesloten, waaronder Scapino Ballet, het Nationale Toneel, Toneelgroep Amsterdam, het Koninklijk Concertgebouworkest en het Muziekcentrum van de Omroep.

## Ontstaan
Van eind jaren 80 tot 1997 waren de brancheorganisatie voor de dans D.O.D., het Contactorgaan van Nederlandse Orkesten (C.N.O.) en de Vereniging van Nederlandse Theatergezelschappen en -producenten (V.N.T.) verenigd in het Werkgeversoverleg Podiumkunsten (W.O.P.). Halverwege de jaren negentig waren de drie organisaties gedurende twee jaar bij elkaar gehuisvest in één pand in Amsterdam. In 2003 werden het C.N.O. en de V.N.T. opnieuw tezamen gehuisvest en werd er meer samengewerkt. Halverwege 2009 kwam daar de D.O.D. bij en zijn de drie organisaties gefuseerd tot de NAPK.
Het C.N.O. is in 1955 opgericht om de belangen te behartigen van Nederlandse symfonieorkesten. Halverwege de jaren negentig waren er 15 symfonie- en kamerorkesten aangesloten.
De V.N.T. is in 1959 opgericht om de belangen te behartigen van de werkgevers en de organisaties van toneelgezelschappen die rijkssubsidie ontvingen. Dat waren er toen zeven. Later kwamen daar belangenbehartigers voor jeugdtheatergezelschappen en mimegezelschappen bij (respectievelijk De Bundeling en de Mimecombinatie) en ook theaterproducenten. Halverwege de jaren 90 verschoof de aandacht van toneel naar theater. Op het moment van fuseren waren er bij de V.N.T. zeventig leden aangesloten.
De D.O.D. is in 1981 opgericht om de belangen te behartigen van Nederlandse dansgezelschappen die meerjarige rijkssubsidie ontvingen. D.O.D. stond oorspronkelijk voor Direktie Overleg Dans. De D.O.D. heeft bijgedragen aan de ontwikkeling van de cao voor de danssector. Vanaf 1998 ontfermde de D.O.D. zich over de collectieve danspromotie (C.D.P.). Op het moment van fuseren waren er bij het D.O.D. 20 leden aangesloten.